# Catreu
Artigo escrito com base em Pseudo-Apolodoro
Catreu, na mitologia grega, é filho de Minos e Pasífae, filha de Hélio e Perseis, ou, segundo Asclepíades de Tragilos, filho de Minos e Creta, filha de Astério. Catreu sucedeu a Minos como rei de Creta.
Catreu tinha três filhas, Érope, Clímene e Apemósine, e um filho, Altémenes. Catreu perguntou a um oráculo como ele iria morrer, que respondeu que ele seria morto por um de seus filhos. Altémenes soube do oráculo, e mudou-se com Apemósine para Rodes, onde assassinou sua irmã aos chutes quando ela disse que tinha perdido a virgindade para Hermes.
Aérope e Clímene foram entregues por Catreu a Náuplio  para serem vendidas como escravas. Aérope se casou com Plístene, e desde casal nasceram Agamemnon e Menelau. Clímene se casou com Náuplio, com quem teve Oeax e Palamedes.
Quando Catreu ficou velho, querendo legar o reino a seu filho Altémenes, viajou para Rodes, onde, confundido com um pirata, foi morto por seu filho, que se matou em seguida.